# Virginia Davis
Virginia Davis (Kansas City, 31 de dezembro de 1918 – Corona, Califórnia, 15 de agosto de 2009) foi uma atriz norte-americana.
Virginia Davis começou a trabalhar para empresa de Walt Disney em Kansas City, Laugh-O-Gram Studio, no verão de 1924. Ela foi contratada para atuar em uma série de filmes em live-action/animação chamada "Alice Comedies".
Está sepultada no Holy Cross Cemetery em Culver City.